# Rabensteiner Viadukt

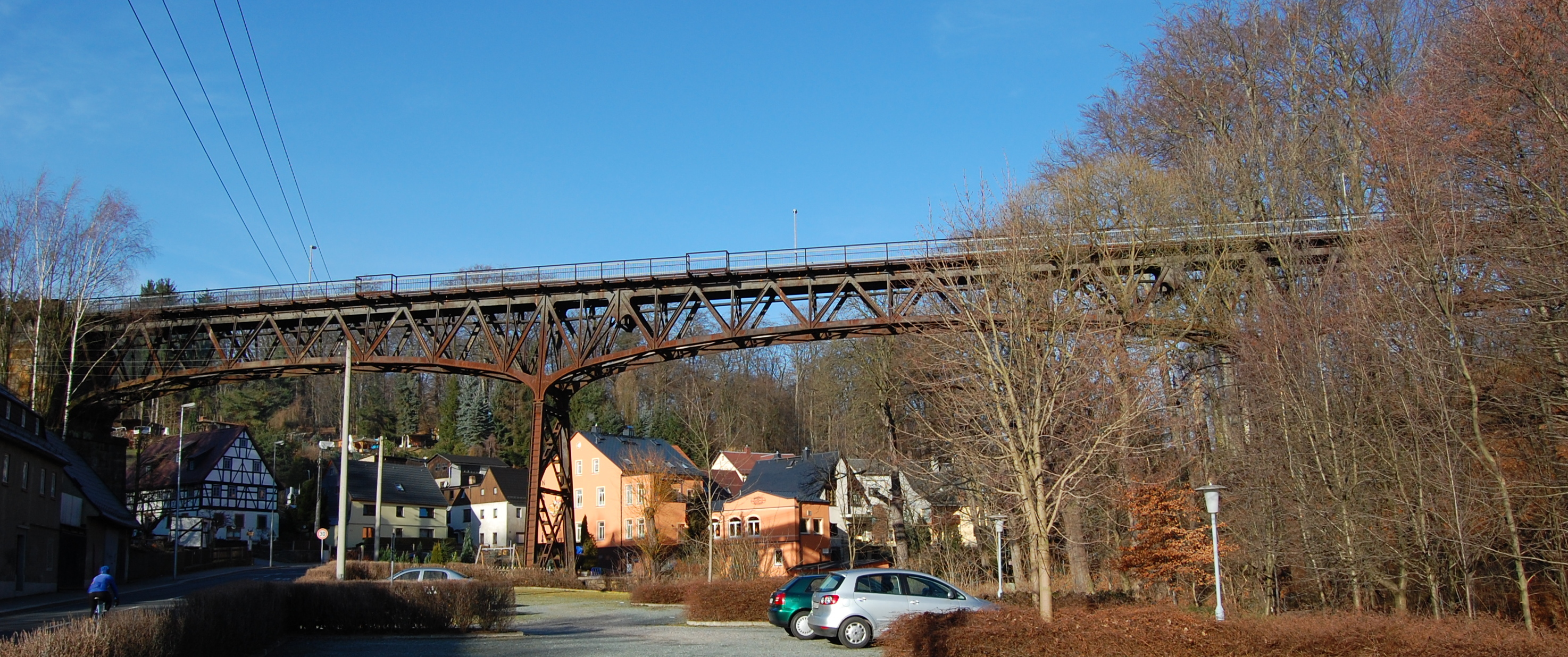
Das Rabensteiner Viadukt (2008)

Das Rabensteiner Viadukt (um 1900)

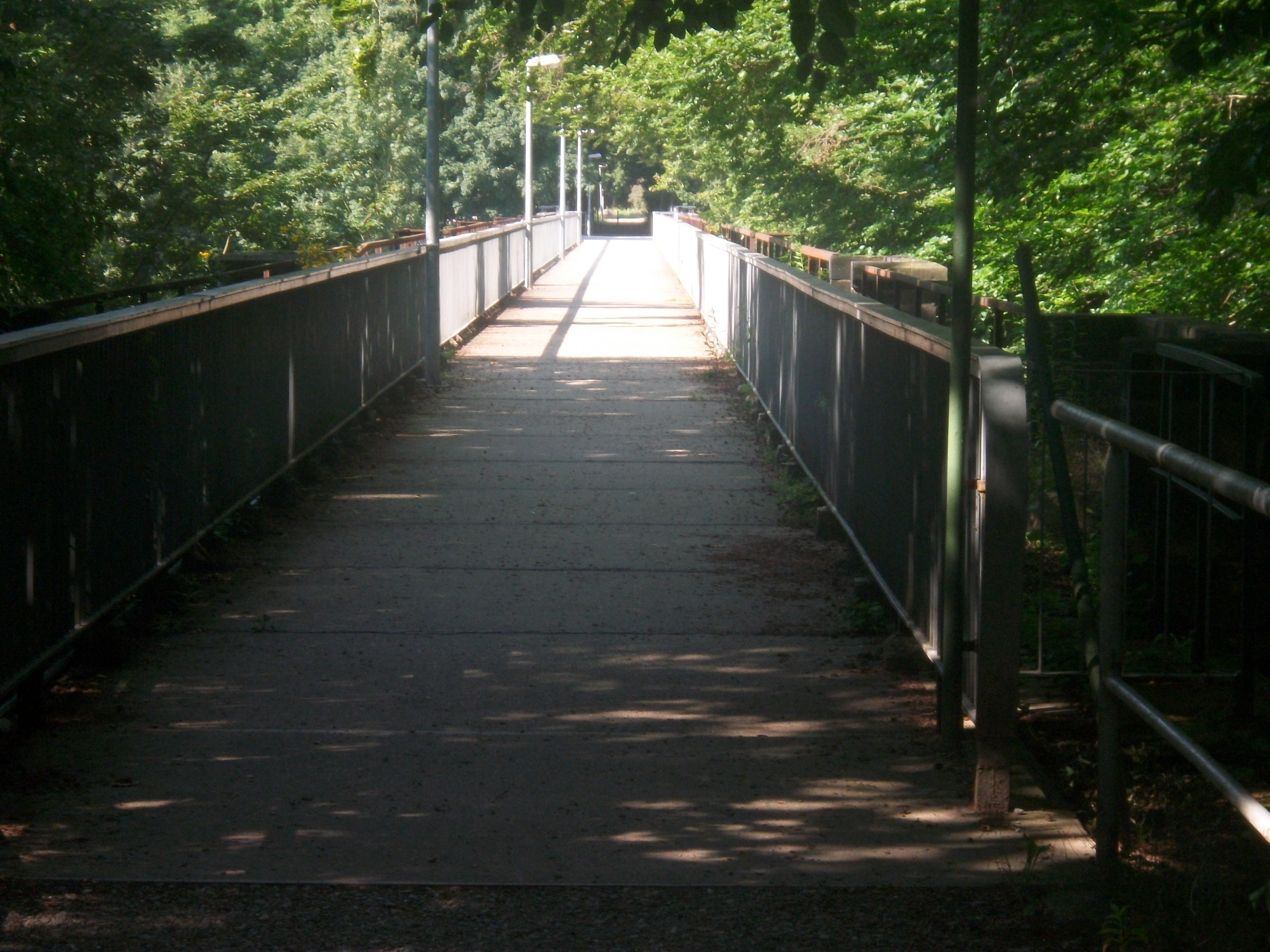
Auf dem Rabensteiner Viadukt (2010)

Das Rabensteiner Viadukt ist eine Eisenbahnbrücke der ehemaligen Bahnstrecke Limbach–Wüstenbrand in Chemnitz-Rabenstein in Sachsen. Das Rabensteiner Viadukt war eine der ersten Brücken, bei der – statt Gusseisen – legierter Stahl verbaut wurde.
Der Bau des Viadukts erfolgte in den Jahren 1896 und 1897 durch die Königin Marienhütte aus Cainsdorf. Die Baukosten betrugen 190.836 Mark, die Fachwerk-Konstruktion zwischen den gemauerten Widerlagern besteht aus 225 Tonnen Stahl.
Im Jahr 1950 fuhr der letzte Zug über die Brücke, danach wurden die Gleise demontiert. Das Oberbaumaterial gelangte zum Bahnhof Fleetmark der Bahnstrecke Stendal–Uelzen, um dort bei der Instandsetzung verwendet zu werden.
Seit dem Jahr 1986 steht das Viadukt unter Denkmalschutz, die Bahntrasse dient heute – nach einem Umbau im Jahr 1984 – als Wanderweg.
Nach einer im Oktober 2023 abgeschlossenen Sanierung ist die Brücke durch Geländeranpassungen nun auch für Radfahrer freigegeben.

## Technische Daten
- größte lichte Bogenweite: 39,6 m
- Höhe über Talsohle: 17,9 m
- Gesamtlänge: 150 m
- Gesamtlänge der Stahlkonstruktion: 101 m
- Breite: 4,5 m
- Anstrichfläche: 3.500 m²